# (30829) Wolfwacker
(30829) Wolfwacker – planetoida z grupy pasa głównego asteroid okrążająca Słońce w ciągu 3 lat i 183 dni w średniej odległości 2,3 j.a. Została odkryta 10 października 1990 roku w Karl Schwarzschild Observatory w Tautenburgu przez Lutza Schmadela i Freimuta Börngena. Nazwa planetoidy pochodzi od Wolfganga Wackera (ur. 1944), niemieckiego astronoma, który pracował w Instytucie Maxa-Plancka w Heidelbergu. Nazwa została zaproponowana przez Lutza Schmadela. Przed nadaniem nazwy planetoida nosiła oznaczenie tymczasowe (30829) 1990 TE9.